# 肖戰
肖戰（英語：Sean Xiao，1991年10月5日—），重庆人，中國大陸男演員、歌手。
2016年以男子音樂組合X玖少年團主唱正式出道，2019年凭電視劇《陳情令》中魏無羨一角成名，同年成立肖战工作室。2020年發行單曲《光點》，以2548萬的銷量創下發行24小時內銷售最快的數字專輯金氏世界紀錄。

## 生平經歷

### 早年
大學時期就讀於重庆工商大学现代国际设计艺术学院，该学院为校方与波兰华沙人文社科大学联合举办非独立法人中外合作办学机构。於在校期間担任班级文艺委员、学生艺术团声乐部部长、男声声部部长，並參加校语言艺术分团的演员，並曾获校园十佳歌手称号。毕业后曾当过设计师、摄影师。

### 事业

#### 2015-2018：成团出道
2015年，参加才艺养成选秀节目《燃烧吧少年》。2016年，肖战参演青春校园超能力网络剧《超星星学园》，饰演男主角方天择；9月，以X玖少年團成員的身份正式出道。
2017年成团后於上海體育館首次舉辦演唱会《以己之名》。同年於《2017亚洲金曲大赏》中，X玖少年团获取了"年度最受欢迎团体"。

#### 2019年至今：事业发展
2019年1月，宣布主演古装玄幻剧《斗罗大陆》。6月，《陈情令》开播。憑藉剧中魏无羡一角获年度亚洲最佳男演员。9月，肖战工作室正式成立。10月，宣布参与东方卫视制作的大型室内音乐竞演综艺节目《我们的歌》。12月31日，参与东方卫视《圆梦东方跨年盛典》。先与张艺兴同台演唱开场节目《我们都是追梦人》，后独唱《余年》及《神奇》。
2020年，1月24日，首次登上中央广播电视总台春节联欢晚会，参演小品《喜欢你，喜欢我》。4月25日，肖战个人单曲《光点》上线。8月，主演电视剧《王牌部队》开拍。10月，参加中国中央电视台重阳节特备节目《岁岁又重阳》，演唱《夜空中最亮的星》。12月6日，以表演嘉宾身份出席《演员请就位2》，演唱《用尽我的一切奔向你》。12月20日，出席腾讯视频星光大赏，献唱电视剧《余生，请多指教》主题曲与插曲。12月31日，再次参与东方卫视《圆梦东方跨年盛典》。
2021年，参演央华版《如梦之梦》话剧，饰演五号病人。
2022年2月，宣布出演年代剧《梦中的那片海》肖春生一角。3月，电视剧《餘生，請多指教》播出。肖战凭借剧中角色顾魏於2022中国大陆电视剧角色指數排行榜中拿下第一名。9月，宣布出演都市情感剧《骄阳伴我》盛阳一角。
2023年5月，由徐克执导改編自由金庸经典小说《射雕英雄传》的电影《射雕英雄传：侠之大者》宣布由肖战饰演郭靖。6月，电视剧《梦中的那片海》正式播出。12月，宣布出演由郑晓龙执导古装权谋剧《藏海传》。

## 影视作品

### 電視劇
| 播映年份 | 名稱                       | 角色           |
| 2016     | 《超星星学园》             | 方天择         |
| 2016     | 《相爱穿梭千年2》          | 梁老板         |
| 2018     | 《哦！我的皇帝陛下》第一季 | 北堂墨染       |
| 2018     | 《哦！我的皇帝陛下》第二季 | 北堂墨染       |
| 2018     | 《斗破苍穹》               | 林修崖         |
| 2019     | 《陈情令》                 | 魏無羨／莫玄羽 |
| 2019     | 《庆余年》                 | 言冰云         |
| 2020     | 《最美逆行者》             | 蔡丁           |
| 2020     | 《狼殿下》                 | 疾冲           |
| 2021     | 《斗罗大陆》               | 唐三           |
| 2021     | 《王牌部隊》               | 顾一野         |
| 2022     | 《余生，请多指教》         | 顾魏           |
| 2023     | 《梦中的那片海》           | 肖春生         |
| 2023     | 《玉骨遥》                 | 时影           |
| 2023     | 《骄阳伴我》               | 盛阳           |
| 2025     | 《藏海传》                 | 藏海           |
| 待播     | 《谍报上不封顶》           | 任少白         |

### 电影
| 上映年份 | 名稱                     | 角色       | 備註   | 票房         |
| 2018年   | 《捉妖记2》              | 小妖       | 客串   | 不適用       |
| 2019年   | 《素人特工》             | 无脚的男孩 | 客串   | 不適用       |
| 2019年   | 《诛仙 I》               | 张小凡     | 男主角 | 4.05億人民幣 |
| 2025年   | 《射雕英雄傳：俠之大者》 | 郭靖       | 男主角 | 6.8億人民幣  |
| 待上映   | 《得闲谨制》             | 莫得閒     | 男主角 |              |

### 話劇
| 年份   | 日期               | 名稱     | 角色     | 地點 |
| 2021年 | 4月22日－4月24日   | 如夢之夢 | 五号病人 | 武漢 |
| 2021年 | 5月28日－5月30日   | 如夢之夢 | 五号病人 | 青島 |
| 2021年 | 6月18日－6月20日   | 如夢之夢 | 五号病人 | 成都 |
| 2021年 | 9月24日－9月26日   | 如夢之夢 | 五号病人 | 杭州 |
| 2021年 | 10月29日－10月31日 | 如夢之夢 | 五号病人 | 深圳 |
| 2021年 | 12月22日-12月26日  | 如夢之夢 | 五号病人 | 北京 |
| 2022年 | 12月20日-12月25日  | 如夢之夢 | 五号病人 | 北京 |
| 2023年 | 4月22日-4月25日    | 如夢之夢 | 五号病人 | 深圳 |
| 2023年 | 4月30日-5月4日     | 如夢之夢 | 五号病人 | 西安 |

## 音樂作品

### 專輯
| 發佈日期       | 名稱     | 制作相關       | 備註           |
| 2024年11月12日 | 《我們》 | - 製作人：鄭楠 | 第一部个人專輯 |

### 單曲
| 發佈日期      | 名稱     | 制作相關                                                                                              | 備註                                                                               |
| 2018年10月5日 | 《滿足》 | - 作詞：呂易秋 - 作曲／編曲：鄭楠                                                                     | 第一首个人單曲                                                                     |
| 2020年4月25日 | 《光點》 | - 作詞：里克·安纳玛、莱罗伊·桑切斯、温妮·贝内特、NANA - 作曲：里克·安纳玛、莱罗伊·桑切斯、温妮·贝内特 | 第一首个人付费数字单曲。此曲打破金氏世界紀錄，獲封「中國銷售速度最快的數位專輯」。 |

### OST
| 發佈日期       | 歌曲名稱                 | 影視名稱                       | 合唱藝人 |
| 2018年4月28日  | 《踩影子》               | 網絡劇《哦！我的皇帝陛下》插曲 |          |
| 2019年7月8日   | 《无羁（合唱版）》       | 網絡劇《陈情令》片尾曲         | 王一博   |
| 2019年7月8日   | 《无羁（独唱版）》       | 網絡劇《陈情令》片尾曲         |          |
| 2019年7月22日  | 《曲尽陈情》             | 網絡剧《陈情令》魏无羡人物曲   |          |
| 2019年9月12日  | 《問少年》               | 電影《诛仙 I》放肆版主题曲     |          |
| 2019年11月7日  | 《两只老虎》             | 电影《两只老虎》推广曲         |          |
| 2019年11月26日 | 《余年》                 | 电视剧《庆余年》片尾曲         |          |
| 2019年12月19日 | 《沧海一声笑（国韵版）》 | 手游《新笑傲江湖》主题曲       |          |
| 2020年12月20日 | 《最幸運的幸運》         | 電視劇《餘生，請多指教》插曲   |          |
| 2020年12月20日 | 《餘生，請多指教》       | 電視劇《餘生，請多指教》主题曲 | 楊紫     |
| 2021年2月21日  | 《策馬正少年》           | 電視劇《斗羅大陸》主题曲       |          |
| 2021年12月31日 | 《我們曾經在一起》       | 電視劇《王牌部隊》片尾曲       | 譚維維   |

## 獎項與荣誉

### 大型頒獎禮獎項
| 年份 | 頒獎典禮名稱                         | 獎項名稱                       | 備註 |
| 2018 | COSMO時尚美麗盛典                    | 年度青春美麗偶像獎             | 獲獎 |
| 2018 | 騰訊視頻星光盛典                     | DOKI年度人氣王                 | 獲獎 |
| 2019 | 2019慈善名人盛典                     | “星慈善•樂活能量”獎            | 獲獎 |
| 2019 | 第三届中国银川互联网电影节           | 最佳男演员                     | 獲獎 |
| 2019 | 中国银幕风云榜                       | 新人演员                       | 獲獎 |
| 2019 | COSMO時尚美麗盛典                    | “傳承•夢想”年度人物            | 獲獎 |
| 2019 | 百度沸點明星榜                       | 年度最沸點明星                 | 獲獎 |
| 2019 | 腾讯娱乐白皮书                       | 年度电视剧男演员               | 獲獎 |
| 2019 | TMEA腾讯音乐娱乐盛典                 | 酷狗音乐年度金曲 《无羁》      | 獲獎 |
| 2019 | 2019明星權力榜                       | 年度最具影響力男演員           | 獲獎 |
| 2019 | 愛奇藝尖叫之夜                       | 年度飛躍人氣演員               | 獲獎 |
| 2019 | 搜狗IN全景·臻選禮                    | 最IN潛力藝人                   | 獲獎 |
| 2019 | 2019騰訊視頻星光大賞                 | 年度人氣電視劇演員 《陳情令》  | 獲獎 |
| 2019 | 2019騰訊視頻星光大賞                 | 2019年度人氣王                 | 獲獎 |
| 2019 | 2019騰訊視頻星光大賞                 | 2019年度VIP之星                | 獲獎 |
| 2020 | 新京報文娛特別策劃                   | 娛樂年度人物                   | 獲獎 |
| 2020 | 騰訊娛樂白皮書                       | 年度影響力之星                 | 獲獎 |
| 2020 | 2019今日頭條年度盛典                 | 年度最受關注男明星             | 獲獎 |
| 2020 | 2019微博之夜                         | 微博KING                       | 獲獎 |
| 2020 | 2019微博之夜                         | 微博年度熱度人物               | 獲獎 |
| 2020 | 2020騰訊星光大賞                     | 騰訊視頻VIP之星                | 獲獎 |
| 2020 | 新浪文娱风云盛典                     | 十大音乐作品 《光点》          | 獲獎 |
| 2020 | 第27届《东方风云榜》音乐盛典         | 十大金曲 《余年》、《无羁》    | 獲獎 |
| 2020 | 新浪影視綜盛典                       | 年度最具人氣男演員             | 獲獎 |
| 2020 | Starmometer’s 2nd Asian Drama Awards | 亞洲最佳男演員                 | 獲獎 |
| 2020 | 第六屆「中國電視好演員」             | 優秀演員                       | 獲獎 |
| 2020 | 閱文原創文學風雲盛典                 | 超級風雲男演員                 | 獲獎 |
| 2021 | 騰訊娛樂年度盛典                     | 星推榜年度星力量               | 獲獎 |
| 2021 | 抖音星動之夜                         | 年度熱榜之星                   | 獲獎 |
| 2021 | 2020微博之夜                         | 微博KING                       | 獲獎 |
| 2021 | WeTV Awards 2020                     | 年度最佳男演員                 | 獲獎 |
| 2021 | 《搜狗IN盛典》                       | 最有潛力藝人                   | 獲獎 |
| 2022 | 影視榜樣2021年度總評榜               | 人氣男演員                     | 獲獎 |
| 2024 | 新京报2023年度剧集／演员榜           | 年度突破男演员《梦中的那片海》 | 獲獎 |
| 2024 | 2023微博之夜                         | 微博年度优秀演员               | 獲獎 |
| 2024 | 第二届中国电视剧年度盛典             | 年度突破·男演员                | 獲獎 |

## 公益活动
- 2015年2月2日，肖战参与拍摄腾讯视频的公益短片《少年自救防火墙》[52]。
- 2019年5月14日，肖战参与中国扶贫基金会与新浪新闻APP联合主办的《书路计划》活动，为贫困学生募集电子书籍资源[53]。
- 2019年8月29日，肖战作为佳洁士品牌大使录制短视频，宣布部分利润将用于公益事业[54]，
- 2019年11月13日，肖战助力公益项目《圆山里娃的足球梦》，呼吁关注留守儿童[55]。
- 2019年11月19日，肖战参与第四届《人人都是志愿者》主题公益活动，呼吁关注自闭症群体[56]。
- 2020年2月8日，肖战与李宇春演唱公益歌曲《岁岁平安》為抗疫民眾送暖[57]。
- 2020年2月26日，肖战为知乎推出的抗疫公益短视频《三十三》旁白配音，记录了共同抗疫的新春33天[58]。
- 2020年5月10日，肖战参与人民汛合《湖北重振，人民行动》公益直播，助力湖北经济重振，直播中义卖的公益文化衫所有利润已全部用于湖北公益事业[59]。
- 2020年6月11日，蔚县人民政府与人民在线联合主办《公益助农融媒行》活动，肖战担任扶贫产品体验官[60][61]。
- 2021年7月21日，因河南暴雨引發嚴重洪災，肖戰向河南災區捐款100萬人民幣[62]。
- 2022年4月17日，肖戰向愛德基金會捐贈人民幣50萬元，用於支持上海新冠疫情防控工作[63]。

## 争议
2020年2月，微博部分粉丝称AO3作品库平台收录的、由微博账号“MaiLeDiDiDi”创作的一篇关于肖战的同人小说《下坠》这部作品有意侮辱肖战，并涉及色情内容，以文章在涉事微博及乐乎的链接作为证据向中国政府网监部门实名举报作者“涉黄”等行为。
2月29日，AO3作品库在中国大陆地区被防火长城屏蔽，被認為肇因於肖战粉丝对AO3作品库的大规模举报所致
受该事件影响，其代言产品遭到部分網友抵制。
3月1日，肖战工作室发布声明，称对此事所造成的影响，深感遗憾与歉意，呼吁粉丝能够理智追星。
3月3日，凤凰网娱乐发出“十问肖战”，对其粉丝和同人圈大规模战争持续六天的不作为，发出十个肖战及其团队因直面的问题，
3月5日，肖战早期的一些言论被网民翻出，包括涉嫌种族歧视中印混血女星谈莉娜，引发网民热议。
3月14日，肖战在微博成立肖战粉丝公益项目组。3月21日发博发起同名活动和同名词条，但因发起项目并非所属肖战及其团队，又将词条改为”肖战粉丝公益倡导“开始发起战疫助农活动。后经“中国凤阳”官方号证实并未与其及其团队有合作关系。凤凰娱乐再此发文指出公益并不是明星洗白的利器。
4月21日，肖战工作室发布声明，称有“别有用心的人”，“利用卑劣手段胁迫群主交出权限”，“恶意将肖战粉丝群内头衔篡改为反动头衔，并特意声明“肖战先生始终热爱祖国、坚决拥护党的领导。” 随后，一位受到“点名”的博主发表声明称曾受到肖战粉丝持续骚扰和肖战团队恶意抹黑，并向肖战工作室发送律师函和索赔。
4月23日，肖战工作室委托某律师事务所，就部分网络用户“散布对肖战的虚假及侮辱性言论”发布律师声明，称“在举国抗疫的重要时期，委托人为避免占用公共资源，‘一直保持容忍和克制，专注本职工作，积极承担艺人的社会责任。’然而，针对委托人的侵权行为念演愈烈，已经突破法律底线。‘个别人利用网络寻衅滋事，栽赃陷害，蓄意破坏党和政府的形象，扰乱社会秩序，涉嫌极为严重的刑事犯罪。’”，并表示维权行动正在全面推进中。
4月25日，肖战发布单曲《光点》。此后，有粉丝在粉丝群里提出要求：“目前先定个小目标，人手达到105张，为了他不过分，就一件衣服的钱，ok吗？”不少只买了一张的粉丝被嫌弃买太少，“一杯奶茶价都可以买5张呢”。甚至有粉丝提出，“105张太少，就一根口红的价钱。一般粉丝要300张保底，工作党1005张保底”，在网络上引起热议。

## 外部連結
- 哇唧唧哇娛樂上的肖战资料
- 肖戰的新浪微博
- 肖战工作室的新浪微博
- 肖戰在互联网电影资料库（IMDb）上的資料（英文）
- 肖戰在豆瓣上的资料（简体中文）
- 肖戰在时光网上的簡介（简体中文）
- 肖戰的Instagram帳戶